# Kang Jae-won
Kang Jae-won, född 30 november 1965 i Bucheon, är en sydkoreansk handbollstränare och före detta handbollsspelare (högernia). Han utsågs av IHF till Årets bästa handbollsspelare i världen 1989, efter att Sydkorea tagit OS-silver 1988 på hemmaplan.
Sedan 2010 har han varit förbundskapten för Sydkoreas damlandslag i två omgångar. 